# Rakovnik pri Birčni Vasi
Rakovnik pri Birčni Vasi je naselje u slovenskoj Općini Novom Mestu. Rakovnik pri Birčni Vasi se nalazi u pokrajini Dolenjskoj i statističkoj regiji Jugoistočnoj Sloveniji. 

## Stanovništvo
Prema popisu stanovništva iz 2002. godine naselje je imalo 35 stanovnika.